# トヨタIT開発センター
株式会社トヨタIT開発センター (Toyota InfoTechnology Center、略称：ITC) は、かつて存在したトヨタグループに属する研究開発機関である。2019年4月1日にトヨタ自動車株式会社に吸収合併された。

## 概要
2001年1月12日、自動車と情報通信の両方が関連する先端技術の研究及び開発を目的として設立。特にテレマティクスやITSに代表される分野に関する先端技術の探索や研究、開発、評価を行っていた。設立と同時に全額出資で米国法人「Toyota InfoTechnology Center, U.S.A.」も設立、パロアルトとニューヨークのマンハッタンにオフィスが存在した。

## 沿革
- 2001年
  - 1月 ‐ トヨタ自動車・デンソー・KDDI・豊田通商・アイシン精機・京セラ・豊田合成の7社合弁により設立[1]。
  - 4月 - 豊田自動織機が出資企業に加わる。米国法人設立。

- 2003年
  - 1月 - 第1回研究開発発表会開催[2]。
  - 12月 - 日本オフィスを東京都港区赤坂に移転。
- 2004年2月 - オープンハウス及び米国センター活動状況報告会開催[3] 。
- 2007年9月 - 第2回研究開発発表会開催。
- 2010年9月 - 第3回研究開発発表会開催。
- 2011年1月 - 設立10周年。
- 2013年10月 - 第4回研究開発発表会開催。
- 2014年4月 - オープンハウス及び米国センター活動状況報告会開催。
- 2019年4月1日 - トヨタ自動車株式会社に吸収合併[4]。